# Ruy Scarpino
Ruy Santos Scarpino, conhecido apenas por Ruy Scarpino (Vitória, 17 de fevereiro de 1962 - Manaus, 3 de março de 2021), foi um treinador e futebolista brasileiro, que atuava como goleiro.

## Morte
Morreu em 3 de março de 2021 em Manaus, aos 59 anos de COVID-19.

## Títulos
Ituano
- Campeonato Brasileiro - Série C: 2003
- Campeonato Paulista: 2002
- Copa Paulista: 2002

Moto Club
- Campeonato Maranhense: 2004 e 2016

Imperatriz
- Campeonato Maranhense: 2019

## Campanhas de Destaque
Ituano
- Vice-Campeão do Supercampeonato Paulista: 2002
- Vice-Campeão da Copa Paulista de Futebol: 2003

Moto Club
- Quarto colocado no Campeonato Brasileiro - Série D: 2016

Campinense Clube
- Vice-Campeão do Campeonato Paraibano: 2018